# Helgicirrha ovalis
Helgicirrha ovalis is een hydroïdpoliep uit de familie Eirenidae. De poliep komt uit het geslacht Helgicirrha. Helgicirrha ovalis werd in 2010 voor het eerst wetenschappelijk beschreven door Huang, Xu, Lin & Guo. 